# Michal Navrátil
Michal Navrátil (pronuncia ceca [ˈmɪxal ˈnavraːtɪl]; Praga, 5 giugno 1985) è un tuffatore ceco specializzato nelle grandi altezze.
Ai campionati mondiali di Budapest 2017 ha vinto la medaglia di argento nel concorso dei tuffi grandi altezze.

## Palmarès
- Campionati mondiali di nuoto

Budapest 2017: argento nei tuffi grandi altezze